# Mediokratie (Herrschaft der Mittelmäßigkeit)
Mit dem von der soziologischen Eliteforschung entwickelten Begriff Mediokratie, abgeleitet von lateinisch mediocris ‚mittelmäßig‘ und altgriechisch κρατειν kratein, deutsch ‚herrschen‘, beschreiben Sozialwissenschaftler eine hierarchische Situation, in der eher mittelmäßig begabte Menschen die entscheidenden Schaltstellen einer Gesellschaft besetzt halten und ihre Macht dazu nutzen, um höher begabten Konkurrenten den Aufstieg zu verwehren. Von Bedeutung ist der Begriff vor allem in Studien zur herrschenden Klasse in Politik und Wirtschaft.

## Begriffsgeschichte
Eine angebliche Vorherrschaft der Mittelmäßigen in der westlichen Gesellschaft wurde bereits von dem russischen Schriftsteller Alexander Solschenizyn kritisiert. Seit Beginn des 21. Jahrhunderts wurde der Begriff von verschiedenen Autoren wieder aufgegriffen. Der Schweizer Kreativitätsforscher Gottlieb Guntern benutzte ihn zur Beschreibung eines kreativitätshemmenden sozialen Umfelds im Bereich der Unternehmensführung. Der deutsch-britische Ökonom Fabian Tassano kritisierte unter dem gleichen Schlagwort die gleichmacherische Kultur der postmodernen Gesellschaft. Die Politologen Andrea Mattozzi und Antonio Merlo benutzten ihn für Untersuchungen zur Rekrutierung und (abnehmenden) Qualität von Parlamentariern.
Der Begriff Mediokratie ist umstritten, da er auch als Kampfbegriff in der politischen Auseinandersetzung verwendet werden kann. Dabei kann es in bestimmten Situationen sogar zu Überschneidungen mit dem Begriff der Mediokratie als Medienherrschaft kommen. Besonders häufig wird der Begriff Mediokratie deshalb als Schlagwort zur Beschreibung der politischen Situation Italiens benutzt, wobei man die ambivalente Bedeutung manchmal bewusst in Kauf nimmt, um in einem Atemzug sowohl die inkompetente Politikerkaste des Landes wie auch die Mediendiktatur des langjährigen Ministerpräsidenten Silvio Berlusconi anzuprangern: „Diesen neuen Machttypus nenne ich Mediokratie. Was sowohl Medienherrschaft als auch Herrschaft der Mittelmäßigkeit bedeuten kann.“